# Темпалта (Салерно)
Темпалта је насеље у Италији у округу Салерно, региону Кампанија.
Према процени из 2011. у насељу је живело 237 становника. Насеље се налази на надморској висини од 294 м.